# Geotrigona subnigra
Geotrigona subnigra är en biart som först beskrevs av Schwarz 1940.  Geotrigona subnigra ingår i släktet Geotrigona och familjen långtungebin. Inga underarter finns listade i Catalogue of Life.